# Jurovski Dol
Jurovski Dol – wieś w Słowenii, w gminie Sveti Jurij v Slovenskih goricah. W 2018 roku liczyła 383 mieszkańców.